# Andreas Kron
Andreas Lorentz Kron (ur. 1 czerwca 1998 w Albertslund) – duński kolarz szosowy.

## Osiągnięcia
Opracowano na podstawie:

2016
- 1. miejsce w Grand Prix Général Patton
  - 1. miejsce na 1. etapie
- 1. miejsce w Keizer der Juniores

2018
- 1. miejsce w klasyfikacji młodzieżowej Flèche du Sud
  - 1. miejsce na 3. etapie

2019
- 2. miejsce w Orlen Wyścigu Narodów
  - 1. miejsce na 2. etapie

2020
- 1. miejsce w klasyfikacji młodzieżowej Saudi Tour
- 2. miejsce w mistrzostwach Danii (start wspólny)
- 1. miejsce w klasyfikacji młodzieżowej Tour de Luxembourg
  - 1. miejsce na 5. etapie

2021
- 1. miejsce na 1. etapie Volta Ciclista a Catalunya
- 1. miejsce na 6. etapie Tour de Suisse

2022
- 1. miejsce w klasyfikacji młodzieżowej Tour des Alpes-Maritimes et du Var
- 3. miejsce w Grosser Preis des Kantons Aargau

## Rankingi
| Rok             | 2017  | 2018  | 2019 | 2020 | 2021 | 2022 | 2023 | 2024 |
| --------------- | ----- | ----- | ---- | ---- | ---- | ---- | ---- | ---- |
| World Ranking   | 1221. | 1062. | 325. | 160. | 244. | 164. | 48.  | 672. |
| UCI Europe Tour | 778.  | 663.  | 267. | 132. | 208. | 134. | 40.  | -    |
|                 |       |       |      |      |      |      |      |      |
| Źródło: UCI     |       |       |      |      |      |      |      |      |